# 小行星4270
小行星4270（英語：4270 Juanvictoria）是一颗围绕太阳公转的小行星。1975年10月1日，菲利克斯·阿圭勒天文台在圣胡安省发现了此天体。
这颗小行星的绝对星等为320.8262917503795等。